# 埃弗特·陶布
埃弗特·陶布（Evert Taube，1890年3月12日—1976年1月31日）是瑞典作家，藝術家，作曲家和歌手。他被廣泛認為是瑞典最受人尊敬的音樂家之一，是20世紀最重要的瑞典民謠歌手。

## 外部連結
- 互联网档案馆中埃弗特·陶布的作品或与之相关的作品
- Taube society （页面存档备份，存于）
- Evert Taube discography
- Evert Taube （页面存档备份，存于） at Open Library.
- Evert Taube homepage (unofficial)